# RAP FREAKS
『RAP FREAKS』（ラップフリークス）は1999年にコナミが発表した音楽シミュレーションゲーム。
BEMANIシリーズの一つ。シリーズ初の試みとして、プレイヤー自身の「音声（ラップ）」を利用する。二人同時でのプレイが可能。
ロケーションテストが行われた作品であるが、市場に出回らなかった幻のBEMANIシリーズ作品である。

## 筐体概要
筐体外観・画面レイアウト等は、同時期に開発が始まっていた『ダンスマニアックス』に類似している。
筐体前面のテーブル上に「ハンドクラップ」と呼ばれる入力機器が左手・右手用に二人分用意されている。筐体左右にはプレイヤーの「音声」を録音するためのマイクがある。
スタート・セレクトボタンの上方には、録音した「音声」に特殊効果を与える「エフェクトスライダー」がある。
ゲームモードの内容など詳細は一切不明だが、筐体のレイアウトから判断すると、『ダンスマニアックス』のように、中央2つにある入力機器を使う「センタープレイ」が搭載されていた可能性がある。

## 遊び方
1. クレジットを投入、スタートボタンを押す。
2. 「ハンドクラップ」を両手にはめる。
3. 曲を選択するとプレイ開始。
4. 選択した曲の前奏部分が流れる。
5. 画面上に「REC」（録音）と表示される。筐体に付属のマイクに向かって音声を録音する。
画面に歌詞が表示されるが、判定に影響されないので適当に音声を入力しても構わない。
6. 曲の本編が流れる。
画面下からオブジェクトが上昇する。オブジェクトには「叩く」と「振る」の2種類が存在。「叩く」は筐体正面のテーブル状の平面を叩く、または自分の体を叩いてリズムを取っても良い。
オブジェクトが流れてくるラインは左手用と右手用の2ライン。両手同時に指示が来た場合は、完全同時に筐体を叩くか、両手を合わせるように叩くアクションが必要になる。
オブジェクトがクラップゾーンに重なった瞬間「ハンドクラップ」を正しく動かすと、事前に録音した音声が「ラップ」として流れる。他のシリーズ同様、タイミングが合えばグルーヴゲージが上昇する。
プレイ中、筐体の「エフェクトスライダー」を左右に動かすと、音声に特殊効果を与えることが出来る（判定に影響はない）。
7. グルーヴゲージがなくなるとゲームオーバー。

## 問題点
二人同時プレイの際、両サイドに同じ指示が来ている場合は、向かい合ってハイタッチのように互いの手を叩き合わせることでもタイミングを取れるよう作られていた。AMショーの際では係員がそれを推奨する遊び方説明を行っており、手遊び歌のように2人組で楽しむコンセプトを狙っていたと思われる。しかし、息のあった動きを決めることができたコンビは極めて少なく、相方を殴りつけてしまう光景も見られた。
また、ハンドクラップの装着にはマジックテープを使用する形状だったため、1人では両手に装着することが困難（片手に装着した時点で、もう片方のマジックテープをつかめない。AMショー出展時には係員が装着を手伝っていた。）、さらにはハンドクラップを装着すると指の自由度が制限されるためエフェクトスライダーの操作も困難になるなど、インターフェース設計の甘さが散見された。

## その後
AMショー等、各ゲームイベントで公開。その後はコナミ直営のゲームセンター「チルコポルト」（現存せず）にてロケテストを実施。
しかし、AMショー等では周りの雰囲気に乗せられる形でプレイする人も多数居たが、｢チルコポルト｣等の一般のゲームセンターに設置されると、両手の動きの激しさと自分の「音声」が流されるという恥ずかしさも手伝って、ロケテストでありながら、ほとんどプレイする人は居なかった。
結局、「チルコポルト」各店舗でのロケテストで公開された後、コナミは市場への発売を断念した。
AMショー直前のプレスリリースには収録予定曲として「S,Y,S」「ブラジリア！」「ライフセイバー」「サムライソード」の4曲が掲載されていたが、それ以外のオリジナル曲については情報が残っておらず不明。コナミのコンポーサーの一人であるTOMOSUKEが後にtwitter上で収録曲のうち3曲を担当したと明らかにしており、それらの曲は全てお蔵入りとなり今に至るまで他の作品に流用はされていないと語っている。また、少なくとも「軍隊」「ゴジラ」「病院のICU」「UFOが地球侵略」「サムライ」「ターザン」「サンバカーニバル」等をテーマにした楽曲群が存在したとされ、「ライフセイバー」はそのうちのひとつで病院での蘇生をテーマにした楽曲であり妹尾和浩による作曲だった事を明らかにしている。